# Contea di Doilungdêqên
Doilungdêqên (堆龙德S; Duīlóngdéqìng XiànP) è una contea cinese della prefettura di Lhasa nella Regione Autonoma del Tibet. Il capoluogo è la città di Donggar. Nel 1999 la contea contava 39.736 abitanti per una superficie totale di 2704.25 km². La contea fu istituita nel 1959.
La contea si trova a soli 11 chilometri da Lhasa. Entro i suoi confini è situata una base missilistica.

## Geografia fisica

### Territorio
Il punto più basso si trova a 3.640 metri, l'elevazione della vetta più alta arriva a 5.500 metri. La valle a sud-est della contea è pianeggiante e aperta. Il fiume Yarlung Tsangpo (Brahmaputra) scorre attraverso la contea da ovest a est. La fauna è rappresentata da cervi, lontre, orsi bruni, leopardi, gru dal collo nero, fagiani orecchiuti del Tibet.

### Clima
Doilungdêqên gode di un clima monsonico tipico degli altopiani semi-aridi della zona con medie annue di 3.000 ore di sole e 440 millimetri di precipitazioni. Sono comuni siccità, grandine, gelo, neve e inondazioni.

## Geografia antropica

### Centri abitati
- Dongga 东嘎镇
- Naiqiong 乃琼镇
- Deqing 德庆乡
- Ma 马乡
- Gurong 古荣乡
- Yangda 羊达乡
- Liuwu 柳梧乡

## Economia
Doilungdêqên è una contea basata sull'agricoltura e le colture producono principalmente frumento, grano primaverile, orzo, piselli, fagioli, patate. Sono allevate mucche, pecore, capre e pollame. Le risorse minerarie principali sono carbone, ferro, argilla, piombo e zinco.